# Équipe de république d'Irlande féminine de football à la Coupe du monde 2023
L'équipe de république d'Irlande féminine de football participe à la Coupe du monde de 2023 organisée en Australie et en Nouvelle-Zélande du 20 juillet 2023 au 20 août 2023.
C'est la première fois que l'équipe de république d'Irlande participe à une phase finale de compétition internationale.
Le tirage au sort place les Irlandaises dans le groupe B avec l'Australie, le Canada et le Nigeria. Les matchs de ce groupe se déroulent en Australie.

## Qualification

### Premier tour: l'Irlande termine deuxième du groupe A
L'Irlande est placée dans le groupe A des qualifications à la coupe du monde. La tête de série est la Suède. L'Irlande est placée lors du tirage au sort dans le chapeau 3. Les autres équipes sont la Finlande, la Slovaquie et la Géorgie.
| Rang | Équipe               | Pts | J | G | N | P | Bp | Bc | Diff |  | Résultats (▼ dom., ► ext.) |      |     |     |     |      |
| ---- | -------------------- | --- | - | - | - | - | -- | -- | ---- |  | -------------------------- | ---- | --- | --- | --- | ---- |
| 1    | Suède                | 22  | 8 | 7 | 1 | 0 | 32 | 2  | +30  |  | Suède                      |      | 1-1 | 2-1 | 3-0 | 4-0  |
| 2    | République d'Irlande | 17  | 8 | 5 | 2 | 1 | 26 | 4  | +22  |  | République d'Irlande       | 0-1  |     | 1-0 | 1-1 | 11-0 |
| 3    | Finlande             | 10  | 8 | 3 | 1 | 4 | 14 | 12 | +2   |  | Finlande                   | 0-5  | 1-2 |     | 2-1 | 6-0  |
| 4    | Slovaquie            | 8   | 8 | 2 | 2 | 4 | 9  | 9  | 0    |  | Slovaquie                  | 0-1  | 0-1 | 1-1 |     | 2-0  |
| 5    | Géorgie              | 0   | 8 | 0 | 0 | 8 | 0  | 54 | -54  |  | Géorgie                    | 0-15 | 0-9 | 0-3 | 0-4 |      |

| 1er match                            | République d'Irlande | 0 - 1   | Suède               |                                                   |                                                   |
| 21 octobre 2021 19h00 (heure locale) |                      | (0 - 1) | 39e (csc) Lo. Quinn | Tallaght Stadium, Dublin Arbitrage : Deborah Anex | Tallaght Stadium, Dublin Arbitrage : Deborah Anex |
| 21 octobre 2021 19h00 (heure locale) | Rapport              |         |                     | Tallaght Stadium, Dublin Arbitrage : Deborah Anex | Tallaght Stadium, Dublin Arbitrage : Deborah Anex |

| 2e match                             | Finlande   | 1 - 2   | République d'Irlande          |                                                        |                                                        |
| 26 octobre 2021 18h15 (heure locale) | Engman 52e | (0 - 1) | 10e Connolly · 56e O'Sullivan | Stade olympique, Helsinki Arbitrage : Alexandra Collin | Stade olympique, Helsinki Arbitrage : Alexandra Collin |
| 26 octobre 2021 18h15 (heure locale) | Rapport    |         |                               | Stade olympique, Helsinki Arbitrage : Alexandra Collin | Stade olympique, Helsinki Arbitrage : Alexandra Collin |

| 3e match                              | République d'Irlande | 1 - 1   | Slovaquie     |                                                       |                                                       |
| 25 novembre 2021 19h00 (heure locale) | McCabe 65e           | (0 - 0) | 47e Šurnovská | Tallaght Stadium, Dublin Arbitrage : Jelena Cvetković | Tallaght Stadium, Dublin Arbitrage : Jelena Cvetković |
| 25 novembre 2021 19h00 (heure locale) | Rapport              |         |               | Tallaght Stadium, Dublin Arbitrage : Jelena Cvetković | Tallaght Stadium, Dublin Arbitrage : Jelena Cvetković |

| 4e match                              | République d'Irlande | 11 - 0  | Géorgie |                                                         |                                                         |
| 30 novembre 2021 19h00 (heure locale) | Bebia 4e (csc) · Carusa 21e · Lu. Quinn 37e · O'Sullivan 45+4e 58e 62e · McCabe 70e (pen.) 73e · Noonan 82e · Barrett 89e · Caldwell 90+2e | (4 - 0) |         | Tallaght Stadium, Dublin Arbitrage : Jurgita Mačikunytė | Tallaght Stadium, Dublin Arbitrage : Jurgita Mačikunytė |
| 30 novembre 2021 19h00 (heure locale) | Rapport |         |         | Tallaght Stadium, Dublin Arbitrage : Jurgita Mačikunytė | Tallaght Stadium, Dublin Arbitrage : Jurgita Mačikunytė |

| 5e match                           | Suède       | 1 - 1   | République d'Irlande |                                                       |                                                       |
| 12 avril 2022 18h30 (heure locale) | Asllani 79e | (0 - 1) | 44e McCabe           | Gamla Ullevi, Göteborg Arbitrage : Iuliana Demetrescu | Gamla Ullevi, Göteborg Arbitrage : Iuliana Demetrescu |
| 12 avril 2022 18h30 (heure locale) | Rapport     |         |                      | Gamla Ullevi, Göteborg Arbitrage : Iuliana Demetrescu | Gamla Ullevi, Göteborg Arbitrage : Iuliana Demetrescu |

| 6e match                          | Géorgie | 0 - 9   | République d'Irlande                                                                               |                                                                    |                                                                    |
| 27 juin 2022 20h00 (heure locale) |         | (0 - 4) | 6e 45+2e 75e McCabe · 13e Fahey · 18e Connolly · 49e 73e Lo. Quinn · 82e Larkin · 90+3e O'Sullivan | Stade Tengiz-Burjanadze (en), Gori Arbitrage : Melis Özçiğdem (en) | Stade Tengiz-Burjanadze (en), Gori Arbitrage : Melis Özçiğdem (en) |
| 27 juin 2022 20h00 (heure locale) | Rapport |         | | Stade Tengiz-Burjanadze (en), Gori Arbitrage : Melis Özçiğdem (en) | Stade Tengiz-Burjanadze (en), Gori Arbitrage : Melis Özçiğdem (en) |

| 7e match                                | République d'Irlande | 1 - 0   | Finlande |                                                         |                                                         |
| 1er septembre 2022 19h00 (heure locale) | Agg 54e              | (0 - 0) |          | Tallaght Stadium, Dublin Arbitrage : Stéphanie Frappart | Tallaght Stadium, Dublin Arbitrage : Stéphanie Frappart |
| 1er septembre 2022 19h00 (heure locale) | Rapport              |         |          | Tallaght Stadium, Dublin Arbitrage : Stéphanie Frappart | Tallaght Stadium, Dublin Arbitrage : Stéphanie Frappart |

| 8e match                              | Slovaquie | 0 - 1   | République d'Irlande |                                                  |                                                  |
| 6 septembre 2022 18h00 (heure locale) |           | (0 - 1) | 36e O'Sullivan       | NTC Senec (en), Senec Arbitrage : María Martínez | NTC Senec (en), Senec Arbitrage : María Martínez |
| 6 septembre 2022 18h00 (heure locale) | Rapport   |         |                      | NTC Senec (en), Senec Arbitrage : María Martínez | NTC Senec (en), Senec Arbitrage : María Martínez |

### Match de barrage: une qualification inédite
| Barrage                              | Écosse  | 0 - 1   | République d'Irlande |                                                  |                                                  |
| 11 octobre 2022 20h00 (heure locale) |         | (0 - 0) | 72e Barrett          | Hampden Park, Glasgow Arbitrage : Esther Staubli | Hampden Park, Glasgow Arbitrage : Esther Staubli |
| 11 octobre 2022 20h00 (heure locale) | Rapport |         |                      | Hampden Park, Glasgow Arbitrage : Esther Staubli | Hampden Park, Glasgow Arbitrage : Esther Staubli |

## Préparation

### Matchs de préparation
La préparation de l'équipe de république d'Irlande commence dès le mois novembre 2022 puisqu'une fenêtre internationale existe à ce moment-là. La fédération recherche donc activement des adversaires potentiels. La qualification pour la Coupe du monde produit, outre une grande joie dans le monde du football irlandais, des effets surprenants. Des joueuses ayant des ancêtres irlandais se manifestent immédiatement pour rejoindre l'équipe alors que jusque-là rien ne laissait transparaitre de telles demandes. Pour la sélectionneuse, il s'agit tout d'abord d'étudier les cas des joueuses qui ont déjà un passeport irlandais, bien avant les dossiers de celles qui œuvrent actuellement pour en obtenir un en vue de la Coupe du monde.
Autre point de la préparation, l'hébergement en Australie. Vera Pauw et les membres de la fédération présents à Auckland utilisent leur séjour « Down Under » pour se rendre à Sydney à la recherche de l'emplacement idéal.
Le budget à disposition de l'équipe féminine est très serré. La fédération irlandaise sort d'une crise économique majeure qui a mis à mal son organisation. La FAI est endettée à hauteur de 63,5 millions d'euros. le budget pour l'année a déjà été utilisé par Pauw pour son stage d'été afin de préparer le match de barrage contre l'Écosse avec la réussite que l'on sait. Le staff de l'équipe féminine attend donc avec impatience la dotation de la FIFA pour la compétition pour savoir comment organiser l'année avant la Coupe du monde

#### Stage de novembre 2022
La préparation pour la Coupe du monde 2023 commence en novembre 2022 par un stage en commun organisé dans le sud de l'Espagne. Les Irlandaises s'entraînent ensemble du 7 au 14 novembre à Marbella avant d'affronter le 14 novembre 2022  le Maroc. C'est la première fois que ces deux nations sont opposées.
Les Irlandaises s'imposent facilement 4 à 0 sur le Maroc le 14 novembre 2022. A l'occasion de la rencontre Louise Quinn fête sa centième sélection par un but.
| Match amical           | République d'Irlande | 4 – 0   | Maroc |                                                                               |                                                                               |
| 14 novembre 2022 17:00 | Megan Campbell 2e · Katie McCabe ( 8e (pen.) · Louise Quinn 75e · Kyra Carusa 79e | (2–0)   | | Marbella Football Center , Marbella Arbitrage : Jason Lee Barcelo (Gibraltar) | Marbella Football Center , Marbella Arbitrage : Jason Lee Barcelo (Gibraltar) |
| 14 novembre 2022 17:00 | Rapport |         | | Marbella Football Center , Marbella Arbitrage : Jason Lee Barcelo (Gibraltar) | Marbella Football Center , Marbella Arbitrage : Jason Lee Barcelo (Gibraltar) |
| 14 novembre 2022 17:00 | Courtney Brosnan ; Diane Caldwell, Megan Campbell (Chloe Mustaki 62e), Niamh Fahey, Jamie Finn (Abbie Larkin 46e), Louise Quinn ; Lily Agg, Denise O'Sullivan (Aoibheann Clancy 62e); Amber Barrett (Kyra Carusa 62e), Katie McCabe, Áine O'Gorman. | Équipes | Assia Zouhair, Maryame Atiq, Rkia Mazrouai, Yasmin Mrabet, Élodie Nakkach , Salma Amani, Sofia Bouftini (Imane Saoud 61e), Sana Daoudi (Ibtissam Bouharat 76e), Anissa Belkasmi, Sabah Seghir, Sakina Ouzraoui Diki (Hajar Jbilou 77e). | Marbella Football Center , Marbella Arbitrage : Jason Lee Barcelo (Gibraltar) | Marbella Football Center , Marbella Arbitrage : Jason Lee Barcelo (Gibraltar) |

#### Stage de février 2023
La fenêtre internationale de février est consacrée à un nouveau stage de préparation à Marbella. A cette occasion plusieurs matchs sont prévus à Algeciras contre la Chine puis contre l'Allemagne. Seule la rencontre contre la Chine sera considérée comme internationale car le match contre les Allemande sera un match d'entraînement à huis clos et sur la base de trois périodes de trente minutes.
Faisant face à une série de blessures qui prive l'équipe de nombreuses joueuses (Niamh Fahey, Chloe Mustaki, Leanne Kiernan, Savannah McCarthy, Ellen Molloy, Jessica Ziu, Aoife Colvill, Ruesha Littlejohn et Megan Connolly), Vera Pauw profite du stage pour faire un tour d'horizon de joueuses pouvant être appelées en équipe nationale irlandaise. Ainsi Naoisha McAloon et Aoife Mannion de Manchester United, Claire Walsh de Glasgow City, Deborah-Anne De La Harpe et Marissa Sheva sont appelées pour la toute première fois,.
| Match amical    | République d'Irlande | 0-0     | Chine |                                                                |                                                                |
| 22 février 2023 | | (0-0)   |       | Estadio Nuevo Mirador, Algeciras Arbitrage : Jason Lee Barcelo | Estadio Nuevo Mirador, Algeciras Arbitrage : Jason Lee Barcelo |
| 22 février 2023 | Courtney Brosnan ; Deborah-Anne De La Harpe (Áine O'Gorman 46e), Aoife Mannion (Diane Caldwell 69e), Louise Quinn, Megan Connolly, Megan Campbell ; Lily Agg (Ruesha Littlejohn 46e), Denise O'Sullivan ; Abbie Larkin (Marissa Sheva 46e), Katie McCabe ; Heather Payne (Kyra Carusa 73e) | Équipes |       | Estadio Nuevo Mirador, Algeciras Arbitrage : Jason Lee Barcelo | Estadio Nuevo Mirador, Algeciras Arbitrage : Jason Lee Barcelo |

#### Stage d'avril 2023
La fenêtre internationale d'avril emmène l'équipe d'Irlande aux États-Unis pour une double confrontation contre la meilleure équipe du monde. Deux matchs sont au programme, le premier à Austin au Texas le 8 avril puis à Saint-Louis dans le Missouri le 11 avril.
Pour cette double confrontation Vera Pauw continue sa revue d'effectif en appelant pour la première fois trois nouvelles joueuses, la gardienne de Lewes Sophie Whitehouse et deux très jeunes joueuses évoluant dans le championnat irlandais, Tara O'Hanlon de Peamount United et Alannah McEvoy des Shamrock Rovers.
| Match amical       | États-Unis                               | 2 – 0   | République d'Irlande |                                                                        |                                                                        |
| 8 avril 2023 19h30 | Emily Fox 37e · Lindsey Horan 80e (pen.) | (1-0)   | | Q2 Stadium, Austin Spectateurs : 20 593 Arbitrage : Carly Shaw McLaren | Q2 Stadium, Austin Spectateurs : 20 593 Arbitrage : Carly Shaw McLaren |
| 8 avril 2023 19h30 | Rapport                                  |         | | Q2 Stadium, Austin Spectateurs : 20 593 Arbitrage : Carly Shaw McLaren | Q2 Stadium, Austin Spectateurs : 20 593 Arbitrage : Carly Shaw McLaren |
| 8 avril 2023 19h30 |                                          | Équipes | Courtney Brosnan; Diane Caldwell, Aoife Mannion (Ruesha Littlejohn 60e), Katie McCabe , Heather Payne, Louise Quinn ; Megan Connolly, Sinead Farrelly (Áine O'Gorman 60e), Denise O'Sullivan, Marissa Sheva (Tara O'Hanlon 87e); Kyra Carusa | Q2 Stadium, Austin Spectateurs : 20 593 Arbitrage : Carly Shaw McLaren | Q2 Stadium, Austin Spectateurs : 20 593 Arbitrage : Carly Shaw McLaren |

A l'occasion de cette première opposition face aux USA Denise O'Sullivan atteint sa centième sélection en équipe nationale et Sinead Farrelly et la jeune Tara O'Hanlon leurs toutes premières.
| Match amical        | États-Unis     | 1 – 0   | République d'Irlande |                                                  |                                                  |
| 11 avril 2023 19:30 | Alana Cook 43e | (1-0)   | | CityPark, Saint-Louis Arbitrage : Crystal Sobers | CityPark, Saint-Louis Arbitrage : Crystal Sobers |
| 11 avril 2023 19:30 |                | Équipes | Courtney Brosnan ; Diane Caldwell (Hayley Nolan 58e), Megan Connolly, Katie McCabe , Heather Payne, Louise Quinn ; Ruesha Littlejohn (Ciara Grant 58e), Denise O'Sullivan, Lucy Quinn (Roma McLaughlin 68e), Marissa Sheva (Áine O'Gorman 68e); Kyra Carusa (Amber Barrett 84e). | CityPark, Saint-Louis Arbitrage : Crystal Sobers | CityPark, Saint-Louis Arbitrage : Crystal Sobers |

#### Derniers matchs en juin et juillet
Juste avant de partir pour l'Australie, l'équipe d'Irlande dispute trois derniers matchs à Dublin. Après une rencontre contre la Zambie le 22 juin, c'est l'équipe de France qui marque le point d'orgue de la préparation à l'occasion d'une rencontre disputée au Tallaght Stadium. Un dernier match de préparation est prévu le 14 juillet contre la Colombie.
Un temps il avait été envisagé de jouer contre la France à l'Aviva Stadium, le plus grand stade de football en Irlande, mais l'idée est abandonnée par la fédération irlandaise. Jamais l'équipe nationale féminine n'a joué dans ce stade.
Pour le dernier mois de préparation, Vera Pauw convoque 27 joueuses. C'est plus que le maximum autorisé lors de la Coupe du monde. Elle devra donc retirer trois joueuses de la liste officielle avant le début de la compétition. Deux de ces trois joueuses accompagneront toutefois l'équipe nationale en Australie pour faciliter ainsi un éventuel remplacement en cas de blessure avant le premier match. Ces vingt six joueuses sont les gardiennes Courtney Brosnan, Grace Moloney, Megan Walsh, Sophie Whitehouse ; les défenseuses Harriet Scott, Áine O'Gorman, Louise Quinn, Niamh Fahey, Diane Caldwell, Hayley Nolan, Claire O'Riordan, Megan Campbell, Chloe Mustaki, Tara O'Hanlon ; les milieux Katie McCabe qui est aussi la capitaine, Megan Connolly, Ruesha Littlejohn, Jamie Finn, Ciara Grant, Lily Agg, Lucy Quinn, Isibeal Atkinson, Erin McLaughlin et les attaquantes Heather Payne, Leanne Kiernan, Abbie Larkin, Kyra Carusa, Amber Barrett, Saoirse Noonan.
| Match amical       | République d'Irlande | 3 - 2   | Zambie                                              |                                                                            |                                                                            |
| 22 juin 2023 19h30 | Amber Barrett 49e (pen.) 71e · Claire O'Riordan 63e | (0-1)   | 18e (csc) Courtney Brosnan · 79e Racheal Kundananji | Tallaght Stadium, Dublin Spectateurs : 5 732 Arbitrage : Caroline Lanssens | Tallaght Stadium, Dublin Spectateurs : 5 732 Arbitrage : Caroline Lanssens |
| 22 juin 2023 19h30 | Rapport |         |                                                     | Tallaght Stadium, Dublin Spectateurs : 5 732 Arbitrage : Caroline Lanssens | Tallaght Stadium, Dublin Spectateurs : 5 732 Arbitrage : Caroline Lanssens |
| 22 juin 2023 19h30 | Courtney Brosnan ; Niamh Fahey (Harriet Scott 46e), Louise Quinn , Claire O'Riordan ; Isibeal Atkinson (Chloe Mustaki 46e), Megan Connolly, Ruesha Littlejohn (Ciara Grant 46e), Heather Payne ; Leanne Kiernan (Erin McLaughlin 46e), Saoirse Noonan (Amber Barrett 46e), Abbie Larkin | Équipes |                                                     | Tallaght Stadium, Dublin Spectateurs : 5 732 Arbitrage : Caroline Lanssens | Tallaght Stadium, Dublin Spectateurs : 5 732 Arbitrage : Caroline Lanssens |

Les Irlandaises remporte cette première rencontre contre les Zambiennes, mais avec beaucoup plus de difficultés qu'espéré. Menée à la pause par un but contre son camp de leur gardienne, les Irlandaises renversent le match en deuxième mi-temps. Amber Barrett égalise sur pénalty à la 49e minute avant de donnée l'avantage à la 71e. Claire O'Riordan marque le but du 3-1 à l'heure de jeu. C'est son tout premier but en équipe internationale. Les Zambiennes réduisent la marque en fin de match. Il reste six jours à Pauw pour décider des vingt-trois joueuses qui formeront la sélection pour la Coupe du monde.
| Match amical         | République d'Irlande | 0 - 3   | France                                            |                                                                       |                                                                       |
| 6 juillet 2023 19h30 | | (0-2)   | 45+1e 61e Maëlle Lakrar · 45+3e Eugénie Le Sommer | Tallaght Stadium, Dublin Spectateurs : 7 632 Arbitrage : Kirsty Dowle | Tallaght Stadium, Dublin Spectateurs : 7 632 Arbitrage : Kirsty Dowle |
| 6 juillet 2023 19h30 | Courtney Brosnan ; Heather Payne (Áine O'Gorman 70'), Niamh Fahey (Claire O'Riordan 69'), Louise Quinn, Megan Connolly (Diane Caldwell 80'), Katie McCabe (Isibeal Atkinson 31'); Ruesha Littlejohn (Lily Agg 70'), Sinead Farrelly (Abbie Larkin 80'), Denise O'Sullivan, Marissa Sheva ; Kyra Carusa. | Équipes |                                                   | Tallaght Stadium, Dublin Spectateurs : 7 632 Arbitrage : Kirsty Dowle | Tallaght Stadium, Dublin Spectateurs : 7 632 Arbitrage : Kirsty Dowle |

La rencontre se dispute au Tallaght Stadium devant un record historique de spectateurs. 7 632 spectateurs sont venus assister à la dernière rencontre des Irlandaises avant de décoller vers l'Australie. La France s'impose largement sur le score de 3 buts à 0. Les irlandaises s'effondrent en toute fin de première mi-temps en encaissant deux buts dans les arrêtes de jeu avant la pause. Lors de la deuxième mi-temps, l'emprise française sur le match est totale. Deux blessées sont à noter, Sinead Farrelly sortie en fin de match et surtout la capitaine Katie McCabe sortie dès la trentième minute après une torsion de la cheville qui inquiète alors tout le pays. La lourdeur du score face à une des meilleures nation du football féminin laisse toutefois entrevoir des espoirs pour les Girls in green. Leur première mi-temps a été particulièrement intéressante. Une véritable débauche d’énergie a désorganisé le jeu des françaises et le but refuse pour un hors-jeu très douteux laisse un gout amer chez les Irlandaises.

## Joueuses et encadrement technique
Le mercredi 08 juin 2023, Vera Pauw annonce la liste des 23 joueuses appelées à disputer la Coupe du monde. Cette liste ne comporte pas véritablement de surprise sauf l'absence de la buteuse de Liverpool Leanne Kiernan. Deux joueuses connaissaient le peu de chances d'y figurer puisqu'elles étaient blessées Aoife Mannion et Megan Campbell. C'est absence de Campbell qui apparait comme la plus préjudiciable tant elle est importante au milieu de terrain. Son absence obligera McCabe à jouer sur le côté gauche.
Trois joueuses accompagneront l'équipe en Australie comme sparring-partner et pour pallier une éventuelle grave blessure : une quatrième gardienne, Sophie Whitehouse, et deux joueuses de champ Jamie Finn et Harriet Scott.

### Les joueuses
La sélection se compose de vingt-trois joueuses faisant partie de la sélection officielle enregistrée auprès de la FIFA et de trois joueuses de réserve.

### L'encadrement
Vera Pauw est la sélectionneuse irlandaise. Ancienne internationale néerlandaise devenue entraîneuse elle est passée par le Dash de Houston et par les sélections des Pays-Bas, d'Écosse et d'Afrique du Sud avant de prendre en main l'équipe de république d'Irlande en 2019. En octobre 2022, elle réussit l'exploit de qualifier pour la première fois les irlandaises pour une phase finale de compétition internationale. Mais au moment où débute la préparation pour la Coupe du monde en Australie, elle fait l'objet d'une polémique à propos de son attitude lors de son passage au Dash de Houston lors de la saison 2017-2018. Plusieurs joueuses et membre du staff se plaignent anonymement de comportements abusifs et de harcèlement à propos du poids des sportives. Alors qu'elle bénéficie d'une excellente réputation en Irlande grâce à ses très bons résultats sportifs, ces allégations font l'objet d'une belle polémique. Vera Pauw décide de refuser de parler de ces problématiques tant que la Coupe du monde n'est pas achevée.

## Compétition
Pour un article plus général, voir Coupe du monde féminine de football 2023.

### Format et tirage au sort
Le tirage au sort de la phase finale du Mondial 2023 a lieu le 22 octobre 2022 à l'Aotea Centre à Auckland en Nouvelle-Zélande.
L'équipe de république d'Irlande est placée dans le chapeau n°3. Les chapeaux sont déterminés par le classement mondial de la FIFA, les deux pays organisateurs étant obligatoirement dans le chapeau 1 et ce quel que soit le classement mondial. L'Irlande est 24e mondiale lors du tirage au sort.
Lors du tirage au sort, les Irlandaises se voient proposées l'Australie, treizième mondiale et pays hôte, le Canada, septième mondiale et le Nigeria quarante-cinquième mondiale,.

### Séjour en Australie
La préparation de cette Coupe du monde a été minutieusement planifiée par Jonathan Hill, directeur du football à la fédération irlandaise, Vera Pauw et l'encadrement de l'équipe nationale
mais trois incidents ont épuisé les réserves d'énergie du camp. Samedi matin, Pauw a ouvertement admis qu'elle était épuisée. Et pas pour des raisons footballistiques.

#### Logement
L'équipe irlandaise et son encadrement technique et administratif est logé pendant la durée de son séjour l'Emporium Hotel South Bank à Brisbane. Elle s'entraîne au Goodwin Park. Ce stade est l'habituel terrain de jeu de l'Olympic Football Club, un club semi-professionnel de la ville.

#### Fin de la préparation
La dernière rencontre de préparation a lieu le 14 juillet 2023 à Brisbane au Meakin Park. Les joueuses irlandaises affrontent l'équipe colombienne à huis-clos. Cette rencontre n'est pas une rencontre officielle et sert de part et d'autre aux derniers réglages. Pour ce match d'entraînement, la presse est invitée mais ne doit pas faire de compte rendu exhaustif. Mais la rencontre ne se déroule pas comme attendu. L'engagement physique est vite considéré comme exagéré ; l'arbitre locale distribue deux cartons jaunes dans les premières minutes. Le premier est attribué à une Colombienne après une faute sur Ruesha Littlejohn, le second à Lorena Bedoya pour une faute sur Denise O'Sullivan à la 19e minute. Sur cette action O'Sullivan est blessée au tibia sur un tacle très appuyé et à retardement. Après des premiers soins sur place elle est évacuée vers un hôpital proche. Au moment de l'incident, Pauw venait juste de demander Nelson Abadía, le sélectionneur colombien, de calmer ses joueuses pour ce qui devait être un simple match d'entraînement. Après avoir parlé à Marc Canham, directeur du football à la FAI, et que celui-ci ai consulté Jonathan Hill directeur de la fédération, Vera Pauw et la délégation irlandaise décident alors d'arrêter la rencontre après vingt trois minutes. Les Irlandaises restent dans le stade pour un entraînement plus classique. Cet incident s'est effectué loin des yeux de la presse. En effet, alors que la délégation irlandaise avait invité la presse nationale, l'ensemble des journalistes ont été empêché d'entrer dans le stade sur la demande de la délégation colombienne soutenue par l'officiel de la FIFA présent sur place.
Cet incident semble surtout révélateur de l'épuisement de Vera Pauw. Alors qu'elle est empêtrée dans l'affaire aux Dash de Houston, affaire pour laquelle la National Women's Soccer League lui interdit actuellement d'exercer professionnellement sur le territoire américain, elle a vu sa capitaine et joueuse de base de l'équipe Katie McCabe se blesser lors du dernier match contre la France, elle voit ce qu'elle considère comme son deuxième élément essentiel, Denise O'Sullivan se blesser à moins d'une semaine du lancement de la compétition. Quoi qu'il en soit Jamie Finn est sur place à Brisbane prête à intégrer la sélection en cas de mauvaise nouvelle d'ici le 20 juillet.

### Déroulement de la compétition
Les matchs se succèdent en onze jours. Les adversaires de l'Australie devront se déplacer sur 8000 kilomètres et trois fuseaux horaires différents.
| Rang | Équipe               | Pts | J | G | N | P | Bp | Bc | Diff |  | Résultats (▼ dom., ► ext.) |   |   |     |     |
| ---- | -------------------- | --- | - | - | - | - | -- | -- | ---- |  | -------------------------- | - | - | --- | --- |
| 1    | Australie PO         | 3   | 1 | 1 | 0 | 0 | 1  | 0  | +1   |  | Australie                  |   | . | .   | 1-0 |
| 2    | Canada               | 1   | 1 | 0 | 1 | 0 | 0  | 0  | 0    |  | Canada                     | . |   | 0-0 | .   |
| 3    | Nigeria              | 1   | 1 | 0 | 1 | 0 | 0  | 0  | 0    |  | Nigeria                    | . | . |     | .   |
| 4    | République d'Irlande | 0   | 1 | 0 | 0 | 1 | 0  | 1  | -1   |  | République d'Irlande       | . | . | .   |     |

#### 1rejournée
| 20 juillet 2023 | Australie | 1 - 0   | République d'Irlande | Stadium Australia, Sydney | |
| 20h00 UTC+10    | Catley 52e (pen.) | (0 - 0) | | Spectateurs : 75 584 Arbitrage : Edina Alves Batista Arbitres assistants : Neuza Ines Back Leila Cruz Quatrième arbitre : María Belén Carvajal Arbitre vidéo : Daiane Muniz dos Santos | Spectateurs : 75 584 Arbitrage : Edina Alves Batista Arbitres assistants : Neuza Ines Back Leila Cruz Quatrième arbitre : María Belén Carvajal Arbitre vidéo : Daiane Muniz dos Santos |
| 20h00 UTC+10    | Rapport |         | | Spectateurs : 75 584 Arbitrage : Edina Alves Batista Arbitres assistants : Neuza Ines Back Leila Cruz Quatrième arbitre : María Belén Carvajal Arbitre vidéo : Daiane Muniz dos Santos | Spectateurs : 75 584 Arbitrage : Edina Alves Batista Arbitres assistants : Neuza Ines Back Leila Cruz Quatrième arbitre : María Belén Carvajal Arbitre vidéo : Daiane Muniz dos Santos |
| 20h00 UTC+10    | Mackenzie Arnold; Ellie Carpenter, Clare Hunt, Alanna Kennedy, Steph Catley ; Hayley Raso, Kyra Cooney-Cross, Katrina Gorry, Cortnee Vine (Emily van Edmond 75); Caitlin Foord, Mary Fowler (Claire Polkinghome 84). | Équipes | Courtney Brosnan; Niamh Fahey, Louise Quinn, Megan Connolly; Heather Payne, Ruesha Littlejohn, Denise O'Sullivan, Katie McCabe ; Sinead Farrelly (Abbie Larkin 64), Marissa Sheva (Lucy Quinn 64); Kyra Carusa (Izzy Atkinson 86). | Spectateurs : 75 584 Arbitrage : Edina Alves Batista Arbitres assistants : Neuza Ines Back Leila Cruz Quatrième arbitre : María Belén Carvajal Arbitre vidéo : Daiane Muniz dos Santos | Spectateurs : 75 584 Arbitrage : Edina Alves Batista Arbitres assistants : Neuza Ines Back Leila Cruz Quatrième arbitre : María Belén Carvajal Arbitre vidéo : Daiane Muniz dos Santos |

La première rencontre de la poule oppose l'Australie, pays hôte à la république d'Irlande qui dispute là sa première rencontre de coupe du monde. Le match se déroule devant un nombre record de 75 584 spectateurs. Les australiennes s'imposent difficilement 1-0 contre une accrocheuse équipe irlandaise.
L'entrée en jeu d'Abbie Larkin à la 64e minute de jeu fait d'elle la footballeuse irlandaise la plus jeune disputant une phase finale de Coupe du monde. Elle devance Gary Kelly qui avait 19 ans lors qu'il a joué un match lors de la Coupe du monde de football 1994 aux États-Unis.

#### 2ejournée
| Match 19        | Canada                                        | 2 - 1 | République d'Irlande | Perth Rectangular Stadium, Perth | |
| 26 juillet 2023 | Megan Connolly 45+4e (csc) · Adriana Leon 53e | (1-1) | 4e Katie McCabe      | Spectateurs : 17 065 Arbitrage : María Laura Fortunato Arbitres assistants : Mariana de Almeida Daiana Milone Quatrième arbitre : Modèle:AFS-d Akhona Makalima Arbitre vidéo : Alejandro Hernandez | Spectateurs : 17 065 Arbitrage : María Laura Fortunato Arbitres assistants : Mariana de Almeida Daiana Milone Quatrième arbitre : Modèle:AFS-d Akhona Makalima Arbitre vidéo : Alejandro Hernandez |
| 26 juillet 2023 | Rapport                                       |       |                      | Spectateurs : 17 065 Arbitrage : María Laura Fortunato Arbitres assistants : Mariana de Almeida Daiana Milone Quatrième arbitre : Modèle:AFS-d Akhona Makalima Arbitre vidéo : Alejandro Hernandez | Spectateurs : 17 065 Arbitrage : María Laura Fortunato Arbitres assistants : Mariana de Almeida Daiana Milone Quatrième arbitre : Modèle:AFS-d Akhona Makalima Arbitre vidéo : Alejandro Hernandez |

Pour la deuxième rencontre contre le Canada, Vera Pauw qui sait son équipe dans l'obligation de marquer pour avoir une chance de se qualifier pour la deuxième phase aligne une équipe plus offensive avec la titularisation de Lucy Quinn en attaque aux côtés de Carusa et Farrelly. Heather Payne qui avait été particulièrement en difficulté contre l'Australie se blesse lors de l'échauffement. Elle est remplacée par Áine O'Gorman au poste d'arrière droit. Mais les capacités d'attaquante de la joueuse des Shamrock Rovers Ladies renforcent le caractère offensif de l'équipe.
Les Irlandaises s'inclinent 2-1 devant le Canada. Cette défaite les éliminent de la compétition. Pourtant les Girls in Green ont fait très bonne figure en commençant très bien la rencontre. Dès la 4e minute McCabe ouvre la marque sur un corner direct. Au cours de la première mi-temps, le pressing des Irlandaises désorganise complètement le jeu des championnes olympiques. Mais comme lors de la rencontre contre la France lors de la préparation du mondial, les Irlandaises se font rejoindre dans les arrêts de jeu de la première mi-temps. Megan Connolly détourne involontairement un centre canadien dans ses propres filets. Au retour des vestiaires, la rencontre change complètement de physionomie. Les Canadiennes s'emparent du ballon et font parler leur puissance et leur expérience. À la 53e minute sur un centre en profondeur, Adriana Leon inscrit le but qui permet à son équipe de prendre définitivement l'avantage. L'abnégation, la débauche d'énergie des Irlandaises, les nombreux changements et la performance majuscule de leur capitaine Katie McCabe n'y changeront rien ; elles s'inclinent devant plus fortes qu'elles.

#### 3ejournée
La semaine précédent le dernier match contre le Nigeria est le théâtre de longues discussions sur l'avenir de l'équipe. L'élimination des Irlandaises entraîne immédiatement quelques polémiques sur les choix de la sélectionneuse Vera Pauw. Les journalistes questionnent systématiquement les joueuses sur leur rapport avec le staff. Même si toutes les joueuses relèvent les énormes progrès de l'équipe nationale depuis que la Néerlandaise en a pris les commandes, elles restent souvent évasives sur la manière dont Pauw a géré le groupe pendant la compétition. D'anciennes joueuses comme Marie Curtin questionnent aussi les choix de composition d'équipe. Ces débats reflètent quoi qu'il en soit la fragilité de la position de Pauw à la tête de l'équipe, position qui quoi qu'il arrive doit être débattue avec la fédération irlandaise au terme de la compétition puisque son contrat arrive à son terme à la fin de la Coupe du monde.
| Match 36              | République d'Irlande | 0 - 0   | Nigeria | Brisbane Stadium, Brisbane | |
| 31 juillet 2023 20:00 | | (0-0)   | | Spectateurs : 24 884 Arbitrage : Katia García Arbitres assistants : Karen Diaz Medína Sandra Ramirez Quatrième arbitre : Lina Lehtovaara | Spectateurs : 24 884 Arbitrage : Katia García Arbitres assistants : Karen Diaz Medína Sandra Ramirez Quatrième arbitre : Lina Lehtovaara |
| 31 juillet 2023 20:00 | Rapport |         | | Spectateurs : 24 884 Arbitrage : Katia García Arbitres assistants : Karen Diaz Medína Sandra Ramirez Quatrième arbitre : Lina Lehtovaara | Spectateurs : 24 884 Arbitrage : Katia García Arbitres assistants : Karen Diaz Medína Sandra Ramirez Quatrième arbitre : Lina Lehtovaara |
| 31 juillet 2023 20:00 | Courtney Brosnan ; Heather Payne (Abbie Larkin 84e), Niamh Fahey (Diane Caldwell 95e), Louise Quinn, Megan Connolly, Katie McCabe ; Lily Agg ((Marissa Sheva 84e), Ruesha Littlejohn ; Sinead Farrelly, Denise O'Sullivan ; Krya Carusa | Équipes | Chamaka Nnadozie ; Michelle Alozie, Osinachi Ohale, Oluwatosin Demehin (Onome Ebi 83e), Ashleigh Plumptre ; Halimatu Ayinde, Christy Ucheibe, Toni Payne ; Uchenna Kanu (Ifeoma Onumou 66e), Asisat Oshoala (Gift Monday 66e), Rasheedat Ajibade. | Spectateurs : 24 884 Arbitrage : Katia García Arbitres assistants : Karen Diaz Medína Sandra Ramirez Quatrième arbitre : Lina Lehtovaara | Spectateurs : 24 884 Arbitrage : Katia García Arbitres assistants : Karen Diaz Medína Sandra Ramirez Quatrième arbitre : Lina Lehtovaara |